# Sułtan

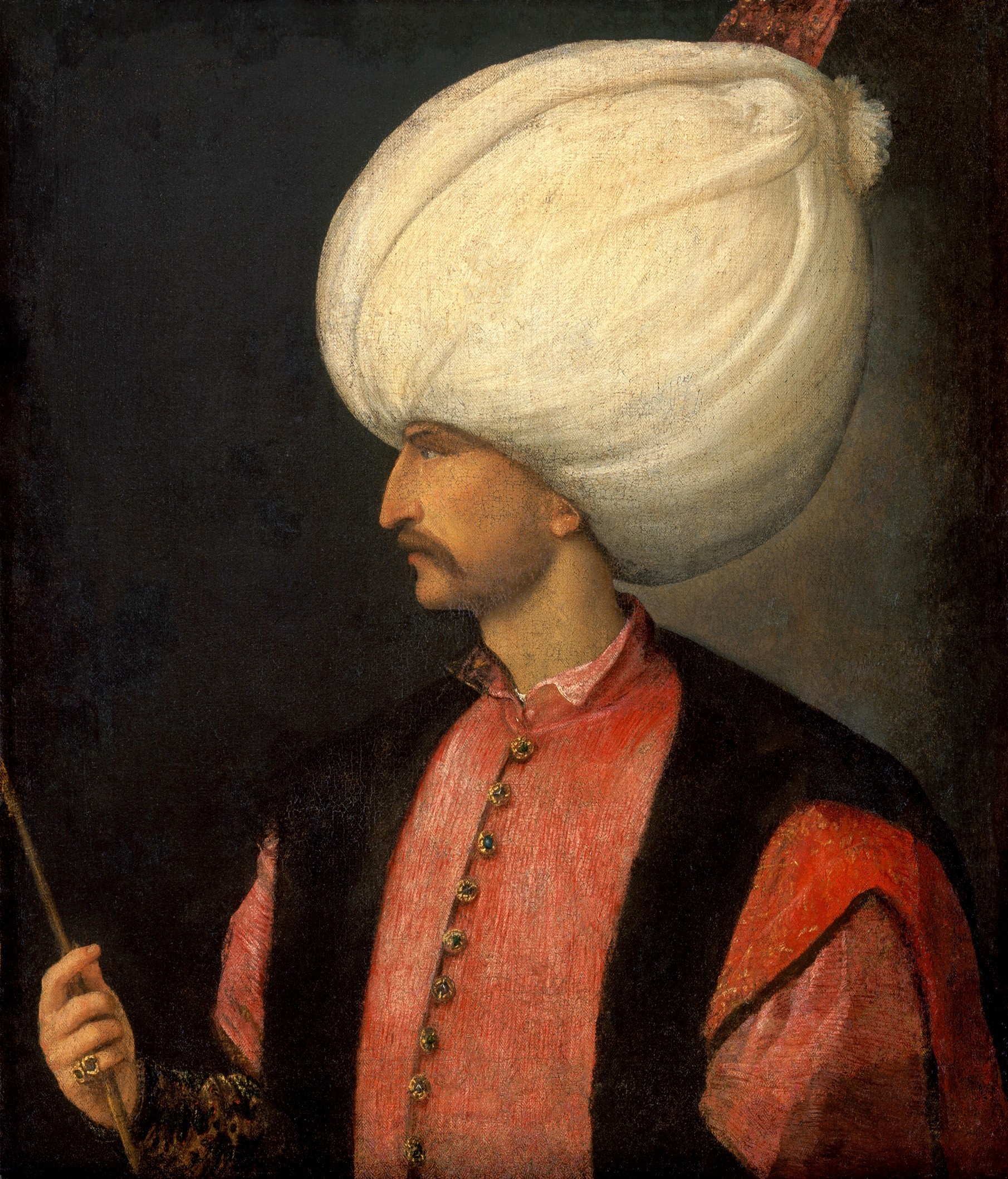
Sulejman Wspaniały, sułtan Imperium Osmańskiego w latach 1520–1566

Sułtan (tur. „władca”, arab. as-sulṭān – „ten, który ma władzę”) – tytuł władcy islamskiego, używany w wielu państwach muzułmańskich, m.in. w Turcji osmańskiej do 1922 roku. Państwo rządzone przez sułtana to sułtanat.
Termin „sułtan” powstał w czasach kalifatu bagdadzkiego. Początkowo kalif był jednocześnie władcą świeckim i religijnym tego państwa, a jego władza wynikała z bezpośrednich, rodzinnych związków z Mahometem. Później jednak jego władza wojskowa i cywilna została przekazana innym osobom, a sam kalif stał się tylko władcą w sensie religijnym. 
Początkowo tytuł sułtana przysługiwał tylko głównodowodzącemu całego wojska kalifatu, a emirami byli nazywani dowódcy poszczególnych armii. Na skutek feudalizacji kalifatu i jego rozdrobnienia poszczególni emirowie zaczęli się uniezależniać i tworzyć swoje własne państwa. W końcu jeśli któremuś z tych feudałów udawało się skupić w swoich rękach odpowiednio duży obszar i armię, to otrzymywał z rąk kalifa tytuł sułtana, a jego państwo zaczynano nazywać sułtanatem.
W Chanacie Krymskim tytuł „sułtan” był określeniem syna lub brata chana (aktualnego lub poprzednich).

## Współczesność
Współczesnymi państwami rządzonymi przez sułtanów są  Brunei Darussalam i  Oman.